# Гордон, Лев Абрамович
Лев Абрамович Гордон (1857—1936) — русский врач-отоларинголог и публицист, популяризатор медицинских знаний, действительный статский советник (6.12.1904).
Родился 15 августа 1857 года[по какому календарю?]. В 1882 году окончил с отличием Императорскую военно-медицинскую академию. В 1882—1888 годах служил ординатором в Вильне и штатным врачом 2-й виленской гимназии. В службу вступил 24 февраля 1886 года. Переехав в Петербург, поступил ассистентом в акушерско-гинекологическую клинику профессора А. И. Лебедева. В 1894 году защитил диссертацию доктора медицины по теме «К вопросу об овариотомии при беременности» (опубликована в том же году отдельной монографией).
Служил старшим сверхштатным медицинским чиновником при медицинском департаменте Министерства внутренних дел, дежурным врачом императорских театров, консультантом врачебно-санитарной части управления железных дорог в Петербурге. Публиковался в периодических изданиях со статьями на медицинские темы, издал несколько популярных книг и монографий.
Умер 12 декабря 1936 года в Берлине.
Имел награды: орден Св. Станислава 2-й ст. (1899), орден Св. Анны 2-й ст (1901), бухарский орден Золотой звезды 2-й ст. (1899).
Жена — Ираида Львовна Гордон (урождённая Быстрицкая, 1863—1931).